# Сансеполькрисмо

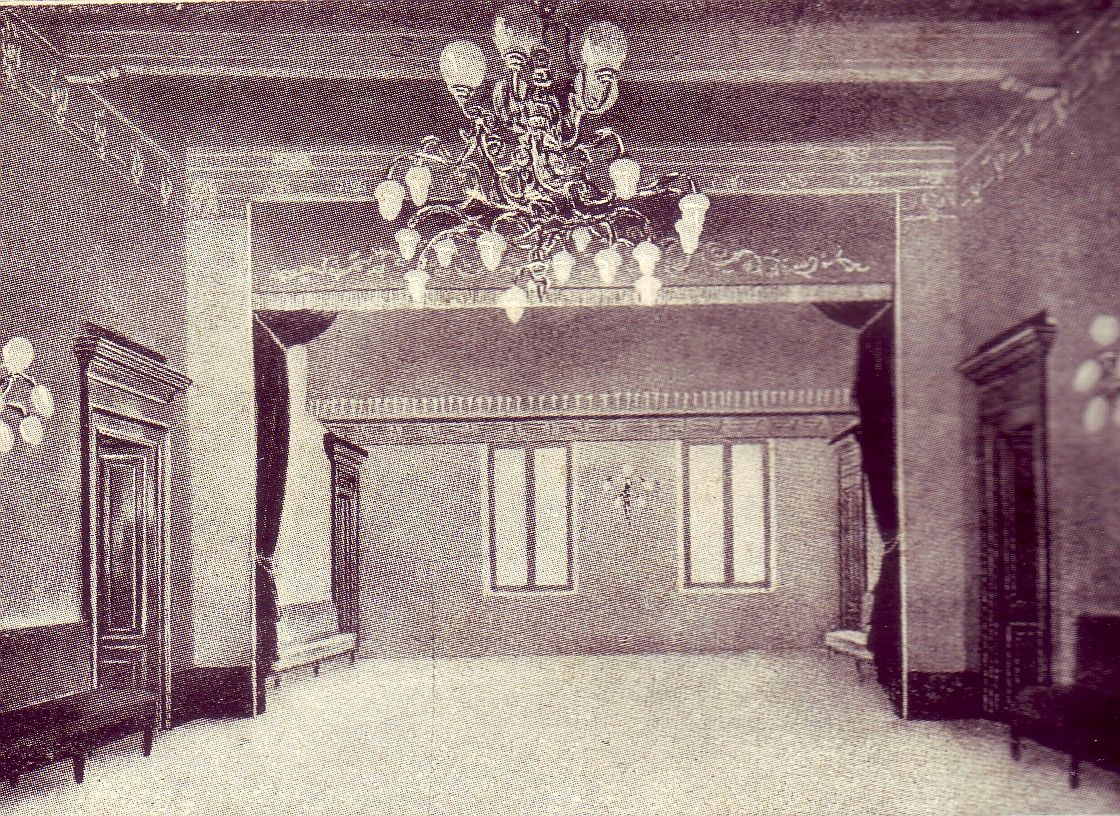
Конференц-зал Клуба Индустриального Альянса

Основание Итальянского союза борьбы и изложение основных принципов фашизма Бенито Муссолини, известное в итальянской историографии под термином Сансеполькрисмо (итал. Sansepolcrismo) произошло 23 марта 1919 года во время собрания на площади Сан-Сеполькро (отсюда и название) в Милане. На следующий день воззвание было опубликовано в газете Il Popolo d’Italia.

## Подготовка
2 марта 1919 года на станицах Il Popolo d'Italia появился пресс-релиз, назначивший на 23-е число того же месяца совещание по разработке программы будущей партии. Заявки отправили различными политические союзы (фашо) со всей Италии (всего около 500 отдельных членов).
Вечером 21 марта 1919 года в помещении Ассоциации купцов и торговцев на площади Сан-Сеполькро 9 (Палаццо Кастани) был официально основан Союз борьбы Милана. В конце первой встречи был сформирован основной состав выступающих, в их числе: Бенито Муссолини, Ферруччо Векки, Энцо Феррари, Микеле Бьянки, Марио Джампаоли, Ферруччо Феррадини и Карло Меравилья. Также было установлено, что на собрании 23-го числа будет председательствовать капитан ардити Ферруччо Векки, а Микеле Бьянки был назначен секретарем исполнительного совета.

## Основание Союза борьбы
В последующие дни возникли слухи о том, что итальянская Красная гвардия вознамерилась препятствовать сбору, но утром 23 марта два участника движения, Джампаоли и Меравилья, прибыли заранее для оценки ситуации и нашли площадь совершенно спокойной.
Собрание 23 марта, которое изначально планировали провести в театре Даль Верме, но, из-за более низкого, чем ожидалось, числа прибывших, оно было проведено в конференц-зале Клуба Индустриального Альянса в Палаццо Кастани на площади Сан-Сеполькро в Милане. Помещение предоставил сам президент Индустриального Альянса, интервенционист и масон Чезаре Гольдман, уже финансировавший Il Popolo d'Italia и принявший участие в конференции.
Первым выступил Ферруччо Векки, открыв заседание в качестве председателя ассамблеи, затем лейтенант Энцо Аньелли, передавший приветствия от миланского Союза, основанного всего двумя днями ранее.

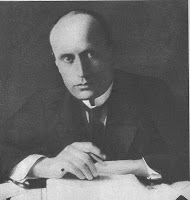
Муссолини в 1919 году.

В своём программном выступлении Муссолини обозначил три основополагающих пункта нового движения, резюмированных на следующий день в Il Popolo d'Italia:
I. Собрание 23 марта адресует свой горячее приветствие и свои чуткие и благоговейные мысли сынам Италии, павшим за величие своей страны и за свободу мира, всем изуродованным и увечным, всем бойцам, выполнившим свой долг, бывшим военнопленным, и заявляет о своей готовности энергично поддерживать ваши материальные и духовные потребности, отстаивать которые будет Союз борьбы

II. Собрание 23 марта заявляет, что оно выступает против империализма других народов в ущерб Италии и всякого итальянского империализма в ущерб другим народам; принимает верховенство Лиги Наций и предполагает интеграцию каждого из народов. Интеграцию, которая, касаемо Италии, должна произойти в Альпах и Адриатике с притязанием и аннексией Фиуме и Далмации

III. Митинг 23 марта обязывает фашистов всеми средствами саботировать кандидатуры конформистов всех партийIl Popolo d'Italia от 24 марта 1919 года
После Муссолини сменил Филиппо Томмазо Маринетти и призвал присутствующих выступить против Социалистической партии, которую он обвинил в нападении на нацию (то был период красного двухлетия в Италии) и использовании в своих интересах «требований большей социальной справедливости» со стороны рабочего класса. Затем последовало краткое выступление Марио Карли, представлявшего фашистов-футуристов из Рима, Флоренция, Перуджа и Таранто. Принципы Муссолини, поставленные на голосование, были единогласно одобрены собранием.
Собрание было приостановлено, чтобы возобновить работу во второй половине дня. Селсо Мориси представил одобренную аккламацией программу в поддержку рабочих Дальмине и Павии, объявившим забастовку и занявшим фабрики, но всё равно продолжавшим работать. Затем последовали выступления Малусарди и Джованни Каподивакки, просившим «сделать неотложные проблемы помощи пострадавшим от войны своими собственными». После Каподивакки снова выступил Муссолини, изложив основы корпоративизма и предвосхитив создание Палаты фасций и корпораций.

## Участники

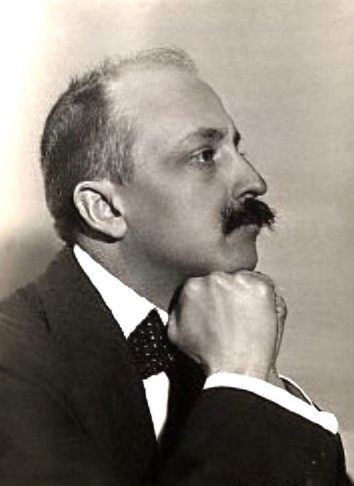
Итальянский поэт-футурист Филиппо Томмазо Маринетти в 1939 году воспел собрание 23 марта в своей Il poema dei sansepolcristi

Вместе с Муссолини собралось от ста до трехсот человек. Среди них: Итало Бальбо, Эмилио Де Боно, Микеле Бьянки и Чезаре Мария Де Векки (будущие герои Марша на Рим); Манлио Морганьи, (будущий президент итальянского информационного агентства Стефани), а также ветераны Великой войны, ардити и футуристы. В числе прочих —  националисты, революционные синдикалисты, анархисты и республиканцы. Согласно отчёту полиции, на призыв Муссолини откликнулись не более трехсот человек, лично присутствовавших на митинге. Но позже, когда Муссолини стал главой государства, тысячи людей претендовали на честь присутствовать на учредительном собрании фашизма, и некоторые каким-то образом даже добились официального признания. По словам Муссолини, собрание не достигло желаемых успехов, и в последующие месяцы Союз, несмотря на открытие отделений в других городах, не получил массовой поддержки за пределами Милана. На всеобщих выборах в Италии 1919 года они потерпели серьёзное поражение.

## Непримиримый фашизм

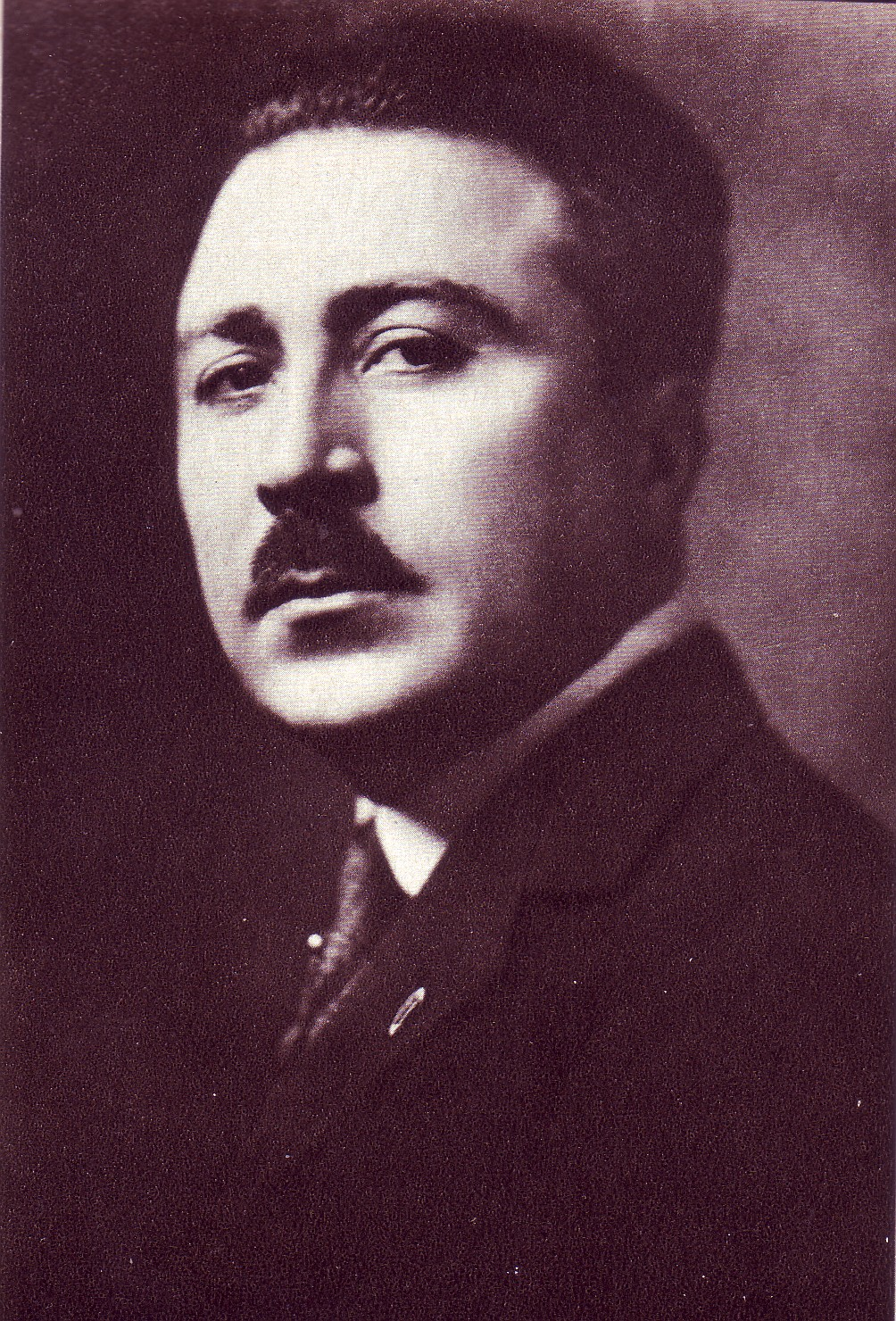
Роберто Фариначчи, главный идеолог непримиримого фашизма

Изначальные идеалы Сансеполькрисмо, «фашизма первого часа», оставленные Муссолини после так им желаемого захвата власти, были продолжены так называемым «непримиримыми (или непреклонными) фашистами». Это течение опиралось на идеалы сквадризма, характеризующиегося голиардистской, антикапиталистической, антикоммунистической, антиклерикальной и антибуржуазной направленностью (поэтому в нём отсутствовали элементы консервативного и пробуржуазного оттенок «аграрного» и «нормализирующего» позднего фашизма), следуя линии революционного национализма первых годов движения Муссолини. Непреклонный фашизм намеревался окончательно завершить фашистскую революцию, не идя ни на какие компромиссы с предыдущим режимом. В первые годы существования режима после похода на Рим непримиримый фашисты, лидерами которых были такие иерархи партии, как Этторе Мути и, прежде всего, Роберто Фариначчи, критиковавшие самого Муссолини за то, что считали его политику «чрезмерно уступчивой и умеренной». Вместо этого они предлагали полный возврат к духу «изначального, сансеполькристского и сквадристского» фашизма.
Однако после выступления Муссолини 3 января 1925 года, констатировавшего окончательное установление диктатуры в Италии, Фариначчи пришлось выразить лояльность дуче, и остаться твердо верным политической линии Муссолини.
Непреклонный фашизм ненадолго вернулся на передний план после 25 июля 1943 года и создания Итальянской социальной республики, которая де-юре представлялась возвращением к социалистическим идеалам изначального фашизма.